# Neuron (rivista)
Neuron è una rivista scientifica peer-reviewed bisettimanale, pubblicata da Cell Press ed edita da Elsevier. Fondata nel 1988, si occupa delle neuroscienze e dei processi biologici ad essa correlati. Stando al Journal Citation Reports, il fattore di impatto della rivista, nel 2019, era di 14,403.
L'attuale caporedattrice è Mariela Zirlinger (in passato fu caporedattrice Katja Brose). I fondatori del periodico furono Lily Jan, A. James Hudspeth, Louis Reichardt, Roger Nicoll e Zach Hall.